# Operatie Lethal
Operatie Lethal, eerder Operatie Arabian, was de codenaam voor een Britse militaire operatie in Bretagne, Frankrijk.

## Geschiedenis
De geallieerden waren op de Atlantische Oceaan zwaar in gevecht met de Duitse U-boten. De Britten opperden in de zomer van 1943 het plan om met commando-eenheden de belangrijke Duitse U-bootbasissen in Bretagne te veroveren en uit te schakelen. 
De operatie werd door de start van de landing op Sicilië (Operatie Husky) afgelast.